# BenQ

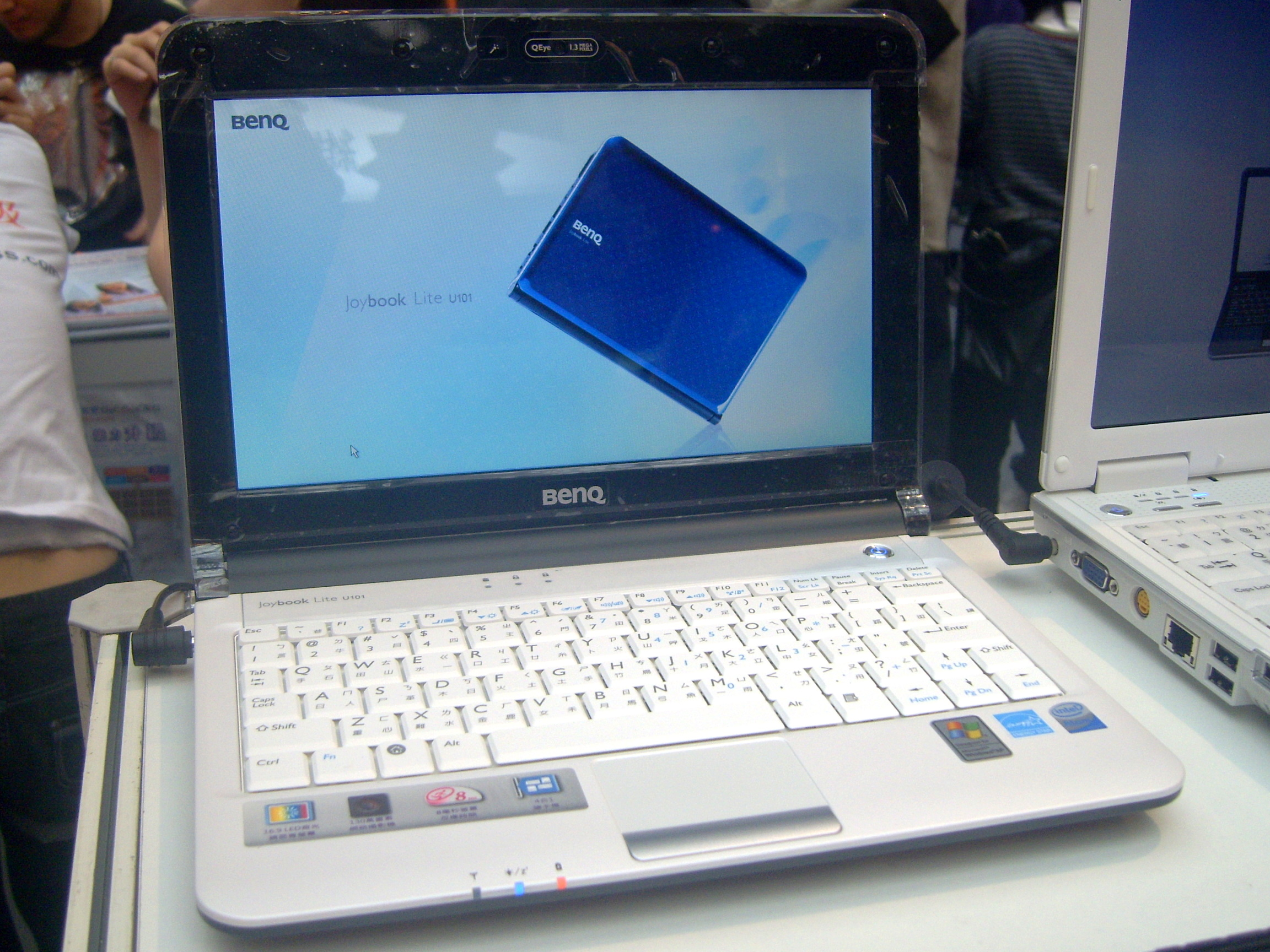
BenQ Joybook U101 a Taipei IT

BenQ Corporation (/ˌbɛnˈkjuː/; xinès:) és una empresa multi-nacional taiwanesa que ven productes de tecnologia principalment als mercats d'electrònica de consumidor, informàtica i dispositius de comunicacions sota la marca BenQ. La seu és a Taipei i dona feina a mes de 1.500 treballadors. És present a més de cent països.
L'empresa va ser fundada l'abril de 1984 com a filial del fabricant d'ordinadors Multitech (més tard Acer) i es va anomenar originalment Acer Peripherals. A l'origen treballava com subcontractista. Va rebre el nom BenQ el 2001: el director K. Y. Lee volia accentuar el lema de l'empresa amb un àcronim de l'anglès Bringing Enjoyment aNd Quality to Life (portar gaudi i qualitat a la vida). El conjunt de productes inclou monitors de LCD i TFT, projectors digitals, càmeres digitals, i dispositius d'informàtica mòbil. BenQ es va escindir d'Acer cap al 2001 per proporcionar una marca i canal de vendes separat. El 2006 Acer va vendre totes les seves accions de BenQ.
L'1 d'octubre de 2005, BenQ va adquirir la divisió de dispositius mòbils de l'Alemanya Siemens AG. Així va esdevenir la sisena empresa més gran en la indústria de telèfon mòbil per participació de mercat acumulat. L'adquisició va resultar en un grup empresarial nou, BenQ Mobile, dins de la BenQ Corporation dedicat enterament a comunicacions sense fil. Els telèfons mòbils són distribuïts sota una marca nova, BenQ-Siemens.
El setembre 2006, la divisió de dispositius mòbils de BenQ, BenQ Mobile (Alemanya), va anunciar fallida quan BenQ en va interrompre el finançament. Com a resultat, BenQ Mobile va passar a administració concursal. El febrer de 2007, BenQ Mobile finalment va ser dissolta en no trobar un comprador adequat. Uns 2000 empleats de BenQ Mobile van perdre la feina. El 24 d'agost de 2006 BenQ va anunciar plans per dividir de les seves operacions de fabricació a l'inici de 2007, i va separar la fabricació per contracte de les altres divisions amb marca pròpia.
Després que BenQ-Siemens fracassés, BenQ va continuar fent telèfons, principalment dirigits al mercat asiàtic (tot i que un va arribar també a Europa).

## Smartphones
Qisda Corporation, una filial de BenQ, va fabricar smartphones per a Dell, comercialitzats sota el nom Local Pro, i que funcionaven amb el sistema Windows Phone 7. El telèfon va estar disponible en quantitats limitades a partir del 8 de novembre de 2010 amb el llançament de Windows Phone. Però tenia problemes greus de hardware i la distribució va ser interrompuda el 8 de març del 2012.